# Jean-Baptiste de Lorcet
Jean-Baptiste de Lorcet, né le 17 mars 1768 à Reims dans la Marne et mort le 4 décembre 1822 à Autry dans les Ardennes, est un général français de la Révolution et de l’Empire. Officier d'infanterie en 1792, il fait ensuite carrière dans les états-majors et s'illustre au combat à plusieurs reprises, ce qui lui vaut le grade de général de brigade en 1799. 
Il ne participe pas aux premières campagnes de l'Empire mais, affecté dans la péninsule espagnole en 1808, il prend la tête d'une brigade de cavalerie légère avec laquelle il se distingue au col de Baños, à Tamames et à Alba de Tormes. En 1810, il commande une brigade de dragons lors de la campagne du Portugal. 
Blessé l'année suivante au cours de la bataille de Fuentes de Oñoro, il est rapatrié en France et n'exerce plus dès lors que des responsabilités secondaires. Il est considéré comme l'un des meilleurs généraux de cavalerie de l'armée d'Espagne.

## Biographie

### Du lieutenant de volontaires au général de brigade

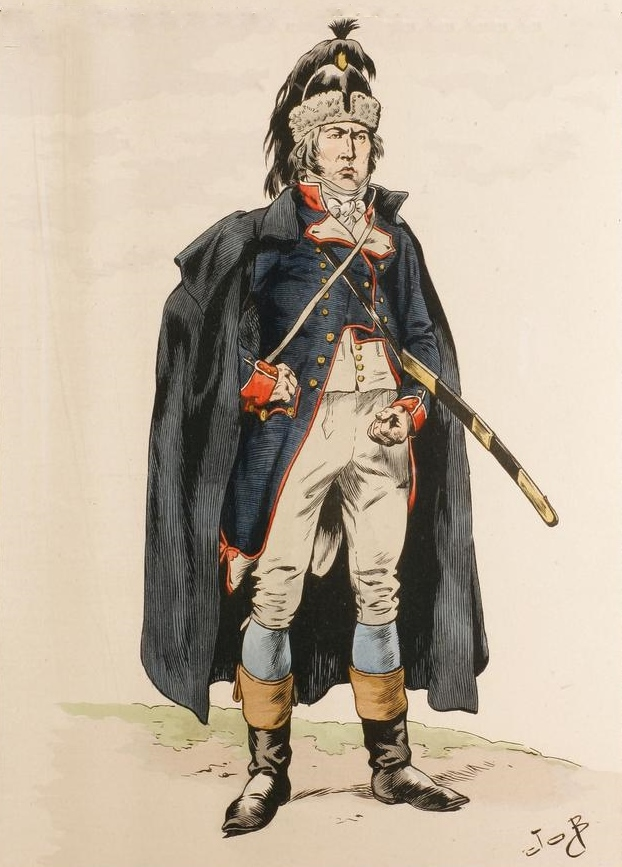
Lorcet commence sa carrière en 1792 avec le grade de lieutenant d'infanterie, à l'image de cet officier de volontaires dessiné par Job.

Il entre en service le 22 juillet 1792 comme lieutenant au 1er bataillon des fédérés nationaux, avec lequel il fait la campagne de cette année à l’armée du Rhin. En 1793, il est employé au siège de Mayence et le 10 avril, il reçoit du général Dubayet l’ordre de pénétrer avec 50 hommes dans le village de Costheim. Il attaque un corps de 400 Prussiens en garnison dans le village et l'oblige à se retirer en désordre, si bien que la moitié se noie en voulant traverser le Main sur des radeaux de fortune. Dans cette affaire, il est blessé d’un coup de feu. Le 1er mai 1793, Lorcet est nommé capitaine au bataillon de chasseurs de Cassel et passe avec la garnison de Mayence à l’armée de la Vendée. Le 9 octobre, il combat à l’affaire du Moulin-aux-Chèvres, au cours de laquelle il a un cheval tué sous lui et reçoit une nouvelle blessure. 
Le 20 avril 1794, le général Moulin l’attache à l’état-major général de l’armée de l’Ouest. Lors du combat de Condé, Lorcet reçoit une balle qui lui traverse la poitrine. Nommé adjudant-général chef de brigade provisoire le 21 mai, il est confirmé dans ce grade par le gouvernement le 23 octobre. Le 13 juin 1795, il sert à l’armée du Rhin, et le 7 août, il rejoint l’armée d’Italie. Le 21 avril 1796, à la bataille de Mondovi, il passe le premier la rivière au gué de San Michele à la tête de deux bataillons, sous les yeux de Bonaparte et de Berthier qui le complimentent pour cette action. Le 5 août, il se trouve à la bataille de Castiglione dans la division Masséna et y reçoit deux coups de feu, avant d'être de nouveau blessé au cours du passage du Tagliamento le 16 mars 1797.
La même année, le général Augereau l'envoie en reconnaissance avec deux escadrons sur Villafranca et Trévise. Quittant Padoue, Lorcet arrive à Villafranca après deux jours de marche et y rencontre deux régiments autrichiens. En dépit de son infériorité numérique, il parvient à les expulser de Trévise et les poursuit jusqu’à Saint-Artien. S'engage alors un combat acharné qui tourne à l’avantage des Français et contraint les Autrichiens à repasser la Piave. Le 5 août 1797, sous le commandement du général Walther, il participe à l'attaque du fort de Chiusa. Il est ensuite employé à l’état-major de l’armée d’Angleterre à partir du 12 janvier 1798. Il passe à l’armée de Mayence le 21 août, puis à l’armée du Danube, période durant laquelle il reçoit un coup de feu lors de la bataille de Winterthour le 27 mai 1799. Lorcet est promu général de brigade le 30 juillet 1799 et assiste au combat de Brackenheim, où un nouveau coup de feu l’atteint dans le ventre. Peu après il reçoit le commandement de 10 000 hommes d’infanterie et de cavalerie placés sur les hauteurs de Hochheim et reçoit l'ordre de forcer les Autrichiens à passer la Nidda et le Main, mission dont il s'acquitte avec succès.

### Sous le Consulat
Le 25 avril 1800, il reçoit l’ordre de Moreau de soutenir une division qui cherche à s’emparer des retranchements d’Albrouck, défendus par 5 000 combattants. Lorcet se met à la tête de 1 500 hommes et attaque les redoutes dans lesquelles il force 500 Autrichiens à mettre bas les armes, s’emparant en outre de trois pièces d'artillerie ainsi que des munitions. Il charge ensuite les fuyards avec le 4e régiment de hussards et les pousse jusqu’à Tiengen. Le 5 octobre 1800, il se rend maître de Francfort. Pendant les années 1801 à 1803, il sert dans les 13e et 2e divisions militaires, puis est fait chevalier de la Légion d’honneur le 11 décembre 1803. Commandeur de l’ordre le 14 juin 1804, il est désigné pour faire partie du collège électoral de la Marne.

### Général de l'Empire
Le 1er septembre 1805, Lorcet est employé à Boulogne auprès de l’amiral Lacrosse et se voit chargé de l’instruction des marins en ligne. Le 1er juillet 1806, il prend le commandement des marins campés puis, en janvier 1807, il est affecté à la 2e division du 1er corps de l’armée de réserve. Il commande provisoirement la 1re division de ce corps le 15 octobre 1808.

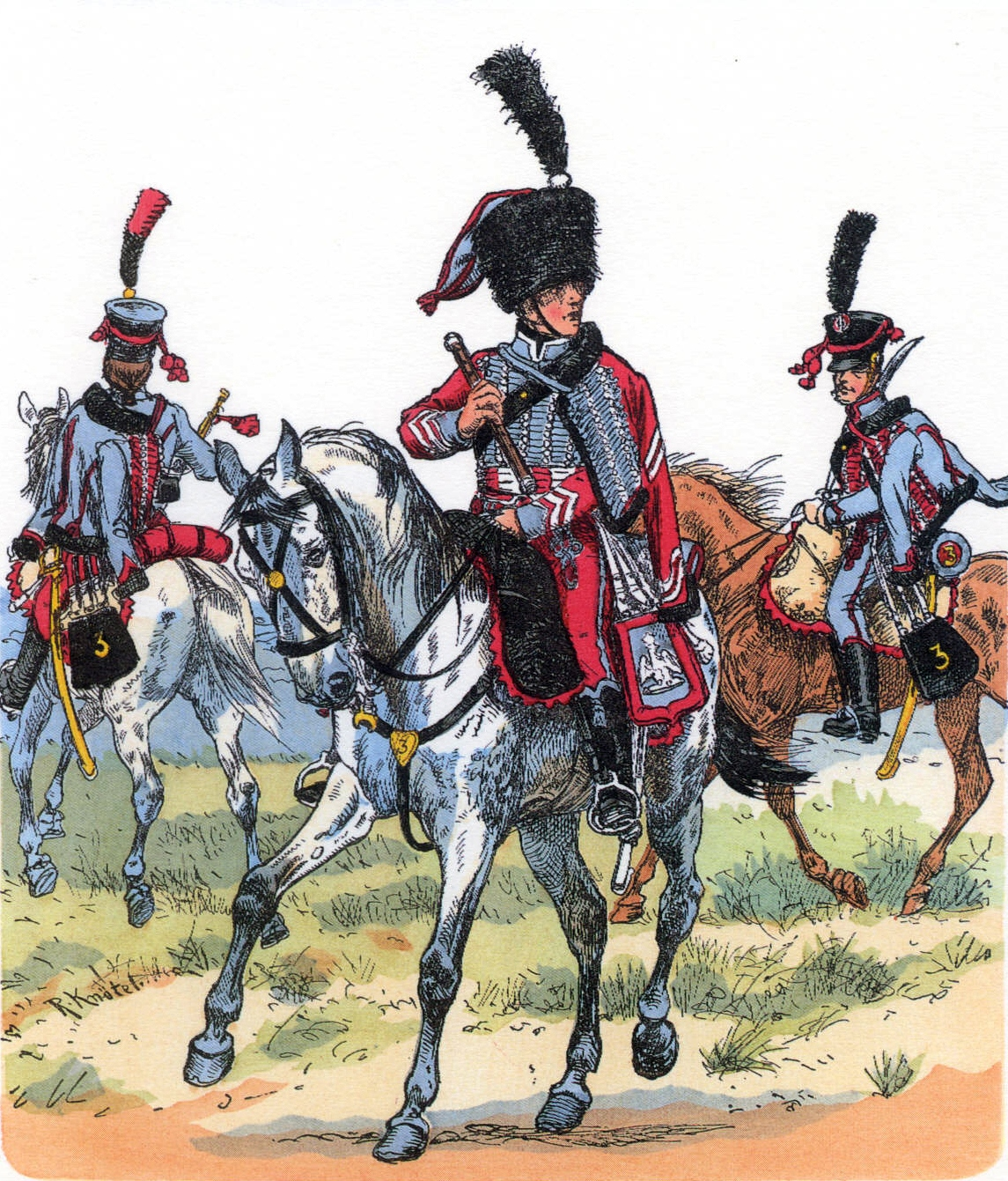
En 1809, la brigade Lorcet compte dans ses rangs le 3e régiment de hussards, ici représenté par Richard Knötel.

En novembre 1808, il est attaché au quartier général de l’armée d’Espagne. Le général Colbert ayant été tué au combat de Cacabelos le 3 janvier 1809, il est remplacé le lendemain par Lorcet qui devient alors le commandant de la brigade de cavalerie légère du 6e corps — 3e hussards et 15e chasseurs à cheval. Le général participe à son premier combat dans la péninsule le 12 août 1809, au col de Baños, au cours duquel le 3e hussards mène une charge « admirable » qui contribue pour beaucoup au succès français. Quelques mois plus tard, lors de la bataille de Tamames, sa cavalerie sabre la division espagnole Carrera et s'empare des canons postés à proximité, mais l'affrontement s'achève par une défaite et Lorcet est blessé pour la dixième fois de sa carrière. Le 26 novembre, sur le champ de bataille d'Alba de Tormes, la cavalerie légère de Lorcet et les dragons de Kellermann bousculent la cavalerie adverse et écrasent la ligne espagnole près du centre. Une division est enfoncée et une autre entamée ; 2 000 hommes sont faits prisonniers tandis qu'une batterie tombe aux mains des assaillants. La cavalerie française exécute ensuite des charges partielles avant de lancer un dernier assaut sur les troupes espagnoles en retraite dans la soirée, infligeant de nouvelles pertes. La brigade Lorcet perd au cours de la journée deux officiers du 3e hussards blessés ainsi que deux officiers tués et deux autres blessés au sein du 15e chasseurs.
Deux jours plus tard, Lorcet atteint la division espagnole du duc del Parque et tente de l'attaquer à nouveau, mais, trop faible pour résister à ses adversaires numériquement supérieurs, il se retire en bon ordre après avoir fait éprouver de lourdes pertes aux Espagnols. Pendant l'été 1810, lui et sa brigade concourent aux sièges de Ciudad Rodrigo et d'Almeida, toujours au sein du 6e corps qui fait à présent partie de l'armée du Portugal. Ce commandement ne dure pas puisque le 24 juillet, il est remplacé à son poste par le général Gourlez de Lamotte. Lorcet est alors affecté à la 2e division de dragons de Trelliard dont il prend la tête de la 1re brigade à partir du 15 septembre. Il a sous ses ordres deux régiments, le 3e dragons (colonel Berruyer) et le 6e dragons (colonel Picquet), chacun à quatre escadrons. La brigade Lorcet participe à la troisième invasion française du Portugal en septembre et est notamment présente à la bataille de Buçaco pendant la première partie de la campagne. En novembre 1810, les deux régiments sont à Santarém. L'opération est finalement un échec et au cours de la retraite, bien qu'assez peu engagée, la 1re brigade accuse des pertes sévères : au 1er avril 1811, le 3e dragons n'aligne plus que 179 cavaliers, dont 32 malades. 
Les premiers jours de mai 1811, le maréchal Masséna se heurte aux forces britanniques lors de la bataille de Fuentes de Oñoro. La brigade Lorcet, attachée à la réserve de cavalerie, compte à ce moment 419 cavaliers. Le 5 mai, troisième jour de la bataille, le général Lorcet est sérieusement blessé par un éclat d'obus. Il quitte alors la péninsule au mois de juin pour effectuer sa convalescence en France. De 1812 à 1814, il sert à l’armée de Hollande sous les ordres du général Molitor. Le 31 mars 1812, il prend le commandement du département de l’Yssel, le 20 mai celui des Bouches-de-la-Meuse et le 7 septembre celui de la Frise. Le 1er janvier 1813, il est créé baron de l'Empire mais est fait prisonnier par les cosaques la même année. Le 3 janvier 1814, il fait partie de la 3e division du 1er corps de la Grande Armée. Le 19 juillet 1814, lors de la Première Restauration, le roi Louis XVIII le fait chevalier de Saint-Louis et lui confie le commandement de la place de Saint-Malo le 10 mai 1815. Le général se rallie toutefois à Napoléon lors des Cent-Jours. Le 29 août suivant, après le retour des Bourbons, Lorcet est mis en disponibilité puis en demi-solde le 1er décembre 1815. Il meurt le 4 décembre 1822 à Autry.

## Considérations
Brave et compétent, le général Lorcet est considéré comme l'un des généraux de cavalerie les plus capables de l'armée d'Espagne. Robert Burnham le place en 5e position de son classement des cinq meilleurs brigadiers de cavalerie servant dans la péninsule, en raison de son courage « à peine croyable » et de la qualité de son commandement : « il montrait l'exemple et se trouvait toujours à l'endroit où le combat était le plus acharné ». Envoyé sur des théâtres d'opérations éloignés, il n'a cependant jamais eu la chance de voir ses talents reconnus à leur véritable mesure.
En ce qui concerne sa personnalité, l'historien Alain Pigeard note qu'« il avait la réputation de s'enivrer facilement ».

## Armoiries
| Figure | Nom du baron et blasonnement |
| ------ | --- |
|        | Armes du baron Jean-Baptiste Latrille de Lorcet et de l'Empire, décret du 15 août 1810, lettres patentes du 1er janvier 1813, commandeur de la Légion d'honneur Écartelé, au premier d'azur au dragon ailé d'or ; au deuxième des barons tirés de l'armée ; au troisième de gueules au lion rampant d'argent ; au quatrième d'azur à deux serpents entrelacés, les têtes à sénestre, en fasce, d'or, entre deux fasces d'argent - Livrées : les couleurs de l'écu. |

## Pour approfondir